# Прибор (Гомельский район)
При́бор (бел. Пры́бар) — деревня в Гомельском районе Гомельской области Республики Беларусь. Административный центр Приборского сельсовета.

## География

### Расположение
В 1,5 км от основной застройки находится железнодорожная станция Прибор (на линии Калинковичи — Гомель), 25 км на запад от Гомеля.

### Гидрография
На реке Уза (приток реки Сож), в которую около деревни впадает река Рандовка.

## Транспортная сеть
Транспортные связи по просёлочной, затем автомобильной дороге Калинковичи — Гомель. Планировка состоит из дугообразной, почти меридиональной улицы, от которой на запад и восток отходят короткие улицы. Застройка преимущественно деревянная усадебного типа.
Сейчас следует только автобусный маршрут № 40.

## История
Обнаруженное археологами городище (местное название Городок) раннего железного века и эпохи Киевской Руси (около деревни, на левом берегу реки) свидетельствует о заселении этих мест с давних времён. По письменным источникам известна с XVIII века как деревня в Речицком повете Минского воеводства Великого княжества Литовского.
После 1-го раздела Речи Посполитой (1772 год) в составе Российской империи. С 1775 года во владении фельдмаршала графа П. А. Румянцева-Задунайского. В 1811 году в Новиковской экономии Гомельского поместья. В 1834 году владение фельдмаршала князя И. Ф. Паскевича. Действовало мукомольное предприятие, которое в 1859 году обработало 7500 пудов зерна. В 1862 году 37 хозяйств получили земельные наделы. В 1870 году работали мельница, сукновальня (с 1830 года), круподробилка, хлебозапасный магазин. После сдачи в эксплуатацию 15 февраля 1886 года железной дорогои Лунинец — Гомель начала работать железнодорожная станция. Согласно переписи 1897 года находилось отделение почтовой связи. В 1909 году 579 десятин земли, школа (в 1907 году 55 учеников), в Телешевской волости Гомельского уезда Могилёвской губернии.
В 1926 году работали мельница, начальная школа. С 8 декабря 1926 года центр Приборского сельсовета Гомельского района Гомельского округа (до 26 июля 1930 года), с 20 февраля 1938 года Гомельской области. В 1930 году организован колхоз имени М. И. Калинина, работали кузница, паровая мельница с лесопилкой и сукновальней. Во время Великой Отечественной войны 55 жителей погибли на фронте.
В 1959 году центр учхоза СПТУ-185. Расположены лесничество, средняя школа, Дом культуры, библиотека, фельдшерско-акушерский пункт, отделение связи, магазин, столовая. В 1971 году был построен ГУО "Приборская школа"

## Население

### Численность
- 2004 год — 351 хозяйство, 994 жителя.

### Динамика
- 1798 год — 118 жителей.
- 1811 год — 26 дворов, 79 жителей мужского пола.
- 1834 год — 32 двора.
- 1897 год — 66 дворов, 479 жителей (согласно переписи).
- 1909 год — 78 дворов, 558 жителей.
- 1926 год — 119 дворов, 621 житель.
- 1959 год — 782 жителя (согласно переписи).
- 2004 год — 351 хозяйство, 994 жителя.

## Достопримечательность
- Около деревни расположено городище милоградской и зарубинецкой культур и курганный могильник конца X — начала XII вв. —  Историко-культурная ценность Республики Беларусь, шифр 313В000218.
- Воинский мемориал.